# Zvirići
Zvirići su naseljeno mjesto u gradu Ljubuškom, Federacija BiH, BiH.

## Zemljopisni položaj i značajke
Naselje se nalazi u jugoistočnom dijelu općine Ljubuški, koncentrirano na južnom i zapadnom dijelu Zvirićkoga polja. Površina mu je 13 km2, najniža točka 32 m (uz rijeku Trebižat), a najviša 403 m (brdo Trovro ili Golovro). Graniči s Bijačom, Hardomiljem, Studencima, Stubicom (u BiH) te Prudom (u Hrvatskoj).

## Stanovništvo

### 1991.
Nacionalni sastav stanovništva 1991. godine, bio je sljedeći:
ukupno: 275
- Hrvati - 273
- Srbi - 1
- Jugoslaveni - 1

### 2013.
Nacionalni sastav stanovništva 2013. godine, bio je sljedeći:
ukupno: 272
- Hrvati - 268
- Srbi - 1
- ostali, neopredijeljeni i nepoznato - 3

## Znamenitosti
| Stećci na lokalitetu Pod Sekulanom |  | Stećci na lokalitetu Pod Sekulanom |
| Stećci na lokalitetu Pod Sekulanom |  | Stećci na lokalitetu Pržine        |

Pod Sekulanom je lokalitet na kojem se nalazi skupina stećaka (biliga), uz istočnu stranu ceste Metković - Ljubuški. Najveći dio je dislociran prilikom gradnje ceste 1928. – 1931. Šesnaest je škrinja, dvanaest ploča i dva sljemenjaka. Dvanaest je primjeraka ukrašeno motivima bordura, križeva, ljiljana, štitova s mačevima, pticama, kolom i ljudskim figurama. Lokalitet je 1907. zabilježio i Carl Patsch, ali pod imenom Crno groblje. Druga, manja skupina stećaka (tri škrinje i jedna ploča) nalazi se pored Zadružnog doma, na lokalitetu Pržine. Ploča dimenzija 2,15×1,25×0,30 m ukrašena je motivima lova na jelena, štita s mačem, ženskom figurom, rozetom, reljefnim kolutom i mladim mjesecom.
Rotna gomila koju spominju mnogi istraživači kao orijentir rimske ceste Salona - Narona nalazi se uz istu cestu. Carl Patsch navodi da je bila promjera 120 koraka te 6 metara visine, dok Arheološki leksikon BiH navodi promjer 30 m i visinu od 4 m. Današnje dimenzije su manje zbog oštećenja prilikom gradnje ceste. Vidljiva je grobna ploča pored koje je pronađen ulomak atipične prapovijesne keramike.
Modra gomila koja se nalazi 680 m jugoistočno od Rotne gomile, lijevo od ceste Ljubuški - Metković, druga je po veličini. Dimenzije su joj 30×4 m, solidno je očuvana, uz površinske nalaze dijelova žrvnjeva i brusova. Inače, na području Zvirića vidljivo je oko 70 gomila: lokaliteti Ajderova greda i Mejašna draga 20, područje Crkvine 18, okolica Suleta 14, predio Grabovina 7, Polje 5, Velike ograde 4 i Golovro 3. Prilikom izgradnje dionice Bijača - Zvirovići autoceste A1, tijekom 2011. i 2012. na području Zvirića i Zvirovića istraženo je devet kamenih gomila s 12 grobova koje pripadaju Posuškoj kulturi, razdoblju brončanoga doba od 2100. do 1300. pr. Kr.
- Crkva Svih Svetih, filijalna crkva župe Humac